# Вейк Лоу, Николаас Петрус ван
Николаас Петрус ван Вейк Лоу (Николас Петрус ван Вейк Ла́у, африк. Nicolaas Petrus van Wyk Louw, 11 июня 1906, Зутерланд, Капская провинция – 18 июня 1970, Йоханнесбург) – южноафриканский поэт, драматург, литературный критик и эссеист, писал на африкаанс.

## Биография
По происхождению африканер. В 14 лет переехал в Кейптаун. Изучал германистику в Кейптаунском университете (1923—1928). Преподавал африкаанс в Амстердамском университете (1949-1958). Закончил академическую карьеру главой отделения африкаанс и нидерландского языка и литературы университета Витватерсранда. Основатель и один из издателей журнала «Стандпюнте» (Stand-punte, 1945). 

## Творчество
Видный представитель «поколения тридцатых годов». Выступая как критик, оказал большое влияние на литературу того времени. 
Дебютный сборник стихов — «Монолог» (1935). В лирических стихах автора отразилась противоречивость положения современной интеллигенции: сборники «Фигуры и звери» (1942), «Новые стихи» (1954). Сборник его стихов «Тристии» («Скорбь», 1962) принадлежит к крупнейшим достижениям литературы на африкаанс. 
Темы борьбы добра и зла, веры и безверия, разума и стихии бессознательного раскрываются в его драмах «Диас» (1952), «Германик» (1956), «Герой» (1962).

## Произведения
- Alleenspraak/ Монолог (1935)
- Die halwe kring/ Полукруг (1937)
- Raka/ Рака (1941, эпическая поэма)
- Nuwe Verse/ Новые стихи (1954)
- Germanicus/ Германик (1956, драма в стихах)
- Berei in die woestyn/ Сотворенное в пустыне (1958, драма)
- Dagboek van 'n soldaat  (1961, драма)
- Tristia/  Тристии (1962)
- Blomme vir die winter/ Цветы зимой  (1974, драма)
- Versamelde gedigte/ Собрание стихотворений (1981, переизд. 2002)

## Признание
Лауреат национальной литературной премии Херцога. Почетный доктор Утрехтского университета. Посмертно награждён крупнейшим национальным орденом Икхаманга в золоте за вклад в литературу и защиту прав африканских языков (2005, см.: ). Стихи ван Вейка Лоу легли в основу вокального цикла Кромвелла Эверсона.